# Aglia
Sous-famille
Genre
Aglia est un genre de lépidoptères (papillons) de la famille des Saturniidae. Il est l'unique genre de la sous-famille des Agliinae.

## Systématique
Le genre Aglia a été décrit par le naturaliste allemand Ferdinand Ochsenheimer en 1810. Son espèce type est Phalaena tau Linnaeus, 1758.
La sous-famille monotypique des Agliinae a été décrite par l'entomologiste américain Alpheus Spring Packard en 1893.

## Liste des espèces
Le genre Aglia se compose de six espèces :
- Aglia homora Jordan, 1911
- Aglia ingens Naumann, Brosch & Nässig, 2003 — parfois traitée comme une sous-espèce d'Aglia homora[3].
- Aglia japonica Leech, [1889]
- Aglia sinjaevi Brechlin, 2015
- Aglia tau (Linnaeus, 1758) — la Hachette.
- Aglia vanschaycki Brechlin, 2015